# Jana Horváthová
Jana Horváthová (roz. Holomková; * 22. března 1967, Brno) je česká historička, muzeoložka a etnografka česko-romského původu, jež zastává post ředitelky Muzea romské kultury v Brně.

## Životopis
Narodila se a vyrostla ve vysokoškolsky vzdělané romské rodině v Brně. Jejím otcem byl český romský aktivista a bývalý československý politik Karel Holomek, syn prvního vysokoškolsky vzdělaného Roma v historii naší země Tomáše Holomka.
Po maturitě na gymnáziu vystudovala historii a muzeologii na Filozofické fakultě Masarykovy univerzity v Brně. O historikovi Ctiboru Nečasovi, o jehož smrti média sama v prosinci roku 2017 zpravila, uvedla, že „to byl její vyučující profesor historie ještě v 80. letech a že to byl tehdy právě on, kdo ji nasměroval zpátky ke kořenům, k zájmu o Romy“.
Je vdaná, s manželem Vladimírem, jenž je profesí kardiochirurg, vychovávají společně dcery Eriku a Natálii. Její manžel náleží k etniku východoslovenských Romů a romsky aktivně hovoří (ona sama a její otec Karel však ne, byť v jazyce umí číst).

## Dílo (výběr)
- Devleskere čhave: svedectvom starých pohľadníc. 1. vyd. Poprad: Vydavateľstvo Regionu Poprad, 2006. 176 S.
- Kapitoly z dějin Romů. Praha: Nakladatelství Lidové noviny (NLN), 2002. 84 S.
- Základní informace o dějinách a kultuře Romů. Praha: MŠMT, 1998. 51 S.